# Tyrann
Pour l’article homonyme, voir Tyrann (jeu vidéo).
Cet article possède un paronyme, voir Tyran.
Tyrann (titre original : The Stars, Like Dust, « Les Étoiles, comme la poussière ») (1951) est un roman d'Isaac Asimov, célèbre auteur de Science-fiction du XXe siècle. Ce roman est paru en France en 1973 et a parfois reçu comme titre Poussière d'étoiles.

## Résumé
Depuis des décennies, la planète Tyrann domine les abords de la nébuleuse de la Tête de Cheval. Ses habitants se sont taillé un empire grâce à des stratégies proches de celles des Mongols ; à présent, ils imposent une économie féodale afin que nul n'ait les moyens de se révolter. Les familles régnantes planétaires locales, soumises, servent de relais.
Pour le protéger, le père de Biron Farrill l'envoie étudier sur Terre. Mais il est arrêté par les Tyranni et exécuté, et Biron lui-même est en danger. N'ayant plus nulle part où se réfugier, il apprend pourtant qu'un monde rebelle existe - peut-être - quelque part. Il n'aura dès lors de cesse de le trouver.
Mais cela ne suffit pas. Biron Farrill découvre vite que même s'il gagne, d'autres tyrans remplaceront les Tyranni. Que faire pour empêcher cela ?

## Le décor
Tyrann, écrit vers les débuts de l'œuvre d'Asimov, prend place avant le cycle de Fondation. Il décrit un état de la galaxie presque anarchique, dans lequel les États planétaires nés de la colonisation spatiale n'ont encore rien fait dans le domaine de l'organisation supra-planétaire. Il n'est pas fait mention des Mondes Spaciens, qu'Asimov avait déjà imaginés mais qui ne cadrent pas avec cette narration.
Faute de grandes puissances, chacun a sa chance. Les Tyranni sont poussés à la guerre par les contraintes d'un monde désertique, où ils étaient abandonnés par le reste de l'humanité : envahir les autres planètes est pour eux une nécessité. Leur faiblesse économique leur donne l'audace nécessaire pour subjuguer leurs voisins. Mais ce faisant, ils créent un état de décadence permanente, où leurs sujets ne progressent pas et où eux-mêmes perdent tout dynamisme. Leur chute finale ne produira que de nouvelles guerres.
Pour remédier à ce cycle infernal, Asimov préconise la démocratie fédérale. Un système politique différent, donc, de l’Empire galactique décrit dans la série Fondation, empire qui naîtra ultérieurement.